# Товариство допомоги українському студентству Санкт-Петербурга
Товариство імені Т. Шевченка для допомоги нужденним уродженцям південної Росії, що вчаться у вищих навчальних закладах Санкт-Петербурга — доброчинне товариство, створене 1898 в м. Санкт-Петербург діячами української та російської культури для поліпшення матеріальних умов бідних українських студентів і вшанування пам'яті Т. Шевченка. Головним засобом для отримання коштів на ці доброчинні заходи було проведення публічних лекцій, концертів, літературних вечорів, серед яких особливо виділялися заходи, присвячені пам'яті Т. Шевченка. Першим головою товариства був обраний відомий український громадський діяч А. Маркевич. Членами товариства в різний час були відомі діячі української та російської культури В.Короленко, І.Рєпін, Марко Вовчок, М. Заньковецька, В. Беклемішев, Л. Жемчужников, М. В. Лисенко, М. Л. Кропивницький та ін. 1905 товариство об'єдналося з «Благодійним товариством видання загальнокорисних і дешевих книг», що значно підвищило його видавничі можливості. Так, 1906 до 45-річчя з дня смерті Т. Шевченка товариство видало перше повне видання «Кобзаря» за редакцією В. Доманицького. 1911 і 1914 було видано два випуски «Малюнків Т. Шевченка». 1917 товариство припинило своє існування.